# Worcester College, Oxford
Worcester College är ett college vid Oxfords universitet i England. Colleget grundades först 1283 under namnet Gloucester College och var då ett college för benediktinmunkar, men i och med klosterupplösningen försvann Gloucester College. Några år senare öppnades ett nytt college under namnet Gloucester Hall och rektorn Benjamin Woodruffes syfte var att få fler grekisk-ortodoxa till Oxford; dock lyckades han enbart få in 15 stycken under en sexårsperiod. 1714 gjorde Sir Thomas Cooke om skolan till dess nuvarande skepnad och döpte även om den till Worcester College.

## Kända alumner
- Richard Adams, författare.
- Perry Anderson, marxistisk historiker och sociolog.
- Bill Bradley, amerikansk demokratisk politiker.
- Simon Burns, konservativ politiker.
- Alex Cox, filmregissör.
- Russell T. Davies, manusförfattare.
- Kenelm Digby, diplomat och naturfilosof.
- Elena Kagan, jurist, domare i USA:s högsta domstol.
- Richard Lovelace, poet.
- Rupert Murdoch, medieentreprenör.
- Thomas de Quincey, författare.
- Emma Watson, skådespelare.